# Erateina subundulata
Erateina subundulata är en fjärilsart som beskrevs av Otto Staudinger 1894. Erateina subundulata ingår i släktet Erateina och familjen mätare. Inga underarter finns listade i Catalogue of Life.